# منتخب سيشل لكرة السلة
منتخب سيشل لكرة السلة هو ممثل سيشل الرسمي في المنافسات الدولية في كرة السلة. ينتمي إلى منطقة الاتحاد الأفريقي لكرة السلة. انضم إلى الاتحاد الدولي لكرة السلة في عام 1979.